# مزرعة (تشالدران)
مزرعة (بالفارسية: مزرعه) هي قرية تقع في أذربيجان الغربية في إيران. يقدر عدد سكانها بـ 138 نسمة بحسب إحصاء 2016.